# SK Aich/Dob
SK Aich/Dob – austriacki klub siatkarski z Bleiburga, założony w 1982 r. Prowadzi seniorskie drużyny: mężczyzn i kobiet.

## Historia
Klub został utworzony w 1982 r. w gminie katastralnej Aich (wsi, liczącej wówczas niespełna 200 mieszkańców), położonej w granicach administracyjnych dwujęzycznej gminy Bleiburg (słoweń. Pliberk). Nazwa klubu wywodzi się od niemiecko- i słoweńskojęzycznej nazwy wsi (niem. – Aich, słoweń. – Dob), bowiem ponad 30% populacji gminy stanowią Słoweńcy karynccy. Początkowo w ramach klubu działy dwie sekcje: siatkarska i tenisa stołowego.
W sezonie 1985/86 męska drużyna siatkarska, wygrywając rozgrywki ligi regionalnej, została mistrzem Karyntii i tym samym uzyskała promocję do 2. Bundesligi. Pięć lat później (1990/91) awansowała do Nationalligi (1. Bundesligi), w której występuje nieprzerwanie od edycji 1991/92 do dziś. W tym czasie dwukrotnie wywalczyła mistrzostwo Austrii (2012/13 i 2017/18), raz Puchar Austrii (1999/00) oraz zadebiutowała w europejskich pucharach (po raz pierwszy w sezonie 1997/98 w ówczesnym Pucharze CEV). W edycji 2010/11 osiągnęła półfinał Pucharu Challenge, a w sezonie 2017/18 po raz pierwszy tryumfowała w Lidze Środkowoeuropejskiej MEVZA. Zespół ma za sobą również występy w Lidze Mistrzów.
Do 1991 r. mecze w roli gospodarza drużyna rozgrywała w niewielkiej sali gimnastycznej Domu Kultury Słoweńskiej w Bleiburgu. Po wywalczeniu awansu do 1. Bundesligi obiekt ten nie spełnił wymogów licencyjnych, przede wszystkim ze względu na zbyt nisko usytuowany sufit, więc zespół musiał przenieść się do Športnej Dvorany Osnovna šola Franja Goloba w słoweńskim Prevalju (13 km od Bleiburga). Tamtejsza hala służyła klubowi aż do końca sezonu 2010/11 (jedynie spotkania finałowe przeciwko Volleyball Team Tirol odbyły się na hali w Klagenfurcie). 25 września 2011 oddano do użytku JUFA Arenę w Campusie Futura w Bleiburgu, na której od początku sezonu 2011/12 siatkarze i siatkarki z Aich/Dob rozgrywają wszystkie swoje domowe pojedynki w rozgrywkach krajowych (spotkania męskiego zespołu w europejskich pucharach odbywają się w BSH Sportpark w Klagenfurcie).

## Nazwy drużyny
- 1982–1997 SK Aich/Dob
- 1997–2000 SK Puntigamer Aich/Dob
- 2000–2006 SK Zadruga Aich/Dob
- 2006–2019 SK Posojilnica Aich/Dob
- 2019– SK Zadruga Aich/Dob

## Osiągnięcia
Mistrzostwa Austrii:
- 1. miejsce (3x): 2012/2013, 2017/2018, 2018/2019
- 2. miejsce (9x): 2010/2011, 2011/2012, 2013/2014, 2014/2015, 2015/2016, 2016/2017, 2020/2021, 2021/2022[1], 2022/2023[2]
- 3. miejsce (9x): 2002/2003, 2004/2005, 2005/2006, 2006/2007, 2007/2008, 2008/2009, 2009/2010, 2023/2024[3], 2024/2025[4]

 MEVZA - Liga Środkowoeuropejska:
- 1. miejsce (1x): 2017/2018
- 2. miejsce (4x): 2012/2013, 2013/2014, 2014/2015, 2018/2019
- 3. miejsce (3x): 2021/2022[5], 2022/2023[6], 2023/2024[7]

 Puchar Austrii:
- 1. miejsce (2x): 2020/2021, 2023/2024[8]

## Polacy w zespole
| Lata gry  | Imię i nazwisko       |
| --------- | --------------------- |
| 2012–2013 | Wojciech Włodarczyk   |
| 2013–2014 | Stanisław Wawrzyńczyk |
| 2014–2015 | Sławomir Zemlik       |
| 2015–2016 | Artur Pasiński        |
| 2017–2018 | Wiktor Siewierski     |
| 2017–2018 | Paweł Stysiał         |
| 2017–2018 | Łukasz Wiese          |
| 2017–2018 | Jan Król              |
| 2018–2019 | Kacper Stelmach       |
| 2020–2022 | Błażej Podleśny       |
| 2020–2022 | Konrad Formela        |

## Kadra zawodnicza

### Sezon 2017/2018
| Nr | Imię i nazwisko   | Data ur. | Wzrost | Pozycja      |
| -- | ----------------- | -------- | ------ | ------------ |
| 1  | Wiktor Siewierski | 1998     | 196    | środkowy     |
| 2  | Michal Petráš     | 1996     | 191    | przyjmujący  |
| 3  | Michal Hruška     | 1987     | 197    | środkowy     |
| 4  | Jan Król          | 1989     | 198    | atakujący    |
| 5  | Paweł Stysiał     | 1997     | 185    | libero       |
| 6  | David Michel      | 1996     | 196    | przyjmujący  |
| 7  | Kasper Vuorinen   | 1984     | 191    | rozgrywający |
| 9  | Christian Rainer  | 1992     | 182    | rozgrywający |
| 10 | Nejc Pušnik       | 1980     | 191    | przyjmujący  |
| 12 | Kurt Aschmann     | 1982     | 190    | atakujący    |
| 13 | Łukasz Wiese      | 1993     | 195    | przyjmujący  |
| 14 | Michael Leeb      | 1988     | 189    | rozgrywający |
| 15 | Marco Robinig     | 1981     | 192    | środkowy     |
| 16 | Leander Meklin    | 1989     | 189    | przyjmujący  |
| 17 | Mario Koncilja    | 1992     | 200    | środkowy     |

### Sezon 2016/2017
| Nr | Imię i nazwisko    | Data ur. | Wzrost | Pozycja      |
| -- | ------------------ | -------- | ------ | ------------ |
| 2  | Michal Petráš      | 1996     | 191    | przyjmujący  |
| 3  | Michal Hruška      | 1987     | 197    | środkowy     |
| 5  | Martín Weber       | 1994     | 183    | libero       |
| 6  | Anton Menner       | 1994     | 193    | przyjmujący  |
| 7  | Uroš Pavlovič      | 1992     | 204    | środkowy     |
| 8  | Peter Mlynarčík    | 1991     | 200    | atakujący    |
| 9  | Christian Rainer   | 1992     | 182    | rozgrywający |
| 10 | Nejc Pušnik        | 1980     | 191    | przyjmujący  |
| 11 | Michael Leeb       | 1988     | 189    | rozgrywający |
| 12 | Kurt Aschmann      | 1982     | 190    | atakujący    |
| 13 | Maximilian Thaller | 1993     | 188    | rozgrywający |
| 14 | Anestis Dalakouras | 1993     | 201    | przyjmujący  |
| 15 | Marco Robinig      | 1981     | 192    | środkowy     |
| 16 | Leander Meklin     | 1989     | 189    | przyjmujący  |
| 17 | Mario Koncilja     | 1992     | 200    | środkowy     |

### Sezon 2015/2016
| Nr | Imię i nazwisko        | Data ur. | Wzrost | Pozycja      |
| -- | ---------------------- | -------- | ------ | ------------ |
| 1  | Artur Pasiński         | 1996     | 194    | przyjmujący  |
| 2  | Kirył Krasneuski       | 1987     | 194    | przyjmujący  |
| 3  | Michal Hruška          | 1987     | 197    | środkowy     |
| 4  | Filip Palgut           | 1991     | 201    | rozgrywający |
| 5  | Martín Weber           | 1994     | 183    | libero       |
| 6  | Peter Wohlfahrtstätter | 1989     | 204    | środkowy     |
| 7  | Uroš Pavlovič          | 1992     | 204    | środkowy     |
| 8  | Peter Mlynarčík        | 1991     | 200    | atakujący    |
| 9  | Andrej Grut            | 1984     | 194    | przyjmujący  |
| 10 | Nejc Pušnik            | 1980     | 191    | przyjmujący  |
| 11 | Danijel Koncilja       | 1990     | 196    | środkowy     |
| 13 | Maximilian Thaller     | 1993     | 188    | rozgrywający |

### Sezon 2014/2015
| Nr | Imię i nazwisko        | Data ur. | Wzrost | Pozycja      |
| -- | ---------------------- | -------- | ------ | ------------ |
| 1  | Sławomir Zemlik        | 1992     | 200    | przyjmujący  |
| 2  | Daniel Rocamora        | 1988     | 203    | atakujący    |
| 3  | Michal Hruška          | 1987     | 197    | środkowy     |
| 4  | Filip Palgut           | 1991     | 201    | rozgrywający |
| 5  | Jani Kovačič           | 1992     | 185    | libero       |
| 6  | Peter Wohlfahrtstätter | 1989     | 204    | środkowy     |
| 7  | Stanisław Wawrzyńczyk  | 1990     | 200    | przyjmujący  |
| 8  | Rok Satler             | 1979     | 188    | rozgrywający |
| 9  | Andrej Grut            | 1984     | 194    | przyjmujący  |
| 10 | Nejc Pušnik            | 1980     | 191    | przyjmujący  |
| 11 | Danijel Koncilja       | 1990     | 196    | środkowy     |
| 12 | Aleksandar Simeonow    | 1986     | 198    | przyjmujący  |
| 14 | Stephen Nash           | 1985     | 203    | atakujący    |

### Sezon 2013/2014
| Nr | Imię i nazwisko        | Data ur. | Wzrost | Pozycja      |
| -- | ---------------------- | -------- | ------ | ------------ |
| 1  | Valdir Sequeira        | 1981     | 195    | atakujący    |
| 2  | Mihael Kosl            | 1979     | 193    | atakujący    |
| 3  | Michal Hruška          | 1987     | 197    | środkowy     |
| 4  | Oliver Binder          | 1985     | 188    | rozgrywający |
| 5  | Jani Kovačič           | 1992     | 185    | libero       |
| 6  | Peter Wohlfahrtstätter | 1989     | 204    | środkowy     |
| 7  | Stanisław Wawrzyńczyk  | 1990     | 200    | przyjmujący  |
| 8  | Rok Satler             | 1979     | 188    | rozgrywający |
| 9  | Andrej Grut            | 1984     | 194    | przyjmujący  |
| 10 | Nejc Pušnik            | 1980     | 191    | przyjmujący  |
| 11 | Danijel Koncilja       | 1990     | 196    | środkowy     |
| 12 | Marco Robinig          | 1981     | 192    | środkowy     |
| 13 | Gerald Reiser          | 1980     | 200    | środkowy     |
| 14 | Kurt Aschmann          | 1982     | 192    | atakujący    |
| 15 | Michael Leeb           | 1988     | 191    | rozgrywający |

### Sezon 2012/2013
| Nr | Imię i nazwisko     | Data ur. | Wzrost | Pozycja      |
| -- | ------------------- | -------- | ------ | ------------ |
| 2  | Mihael Kosl         | 1979     | 193    | atakujący    |
| 3  | Michal Hruška       | 1987     | 197    | środkowy     |
| 4  | Krisztián Csoma     | 1988     | 198    | środkowy     |
| 5  | Philipp Kroiss      | 1988     | 184    | libero       |
| 7  | Aleksandar Petkow   | 1980     | 189    | rozgrywający |
| 8  | Rok Satler          | 1979     | 188    | rozgrywający |
| 9  | Andrej Grut         | 1984     | 194    | przyjmujący  |
| 10 | Nejc Pušnik         | 1980     | 191    | przyjmujący  |
| 12 | Wojciech Włodarczyk | 1990     | 200    | przyjmujący  |
| 13 | Gerald Reiser       | 1980     | 200    | środkowy     |
| 14 | Stefan Gruber       | 1985     | 201    | środkowy     |